# دلیگراد
دلیگراد (به صربی: Deligrad) یک منطقهٔ مسکونی در صربستان است که در الکسیناتس واقع شده‌است. دلیگراد ۲۱۱ نفر جمعیت دارد.